# Vrede van Wenen (1864)

Kaart van de territoriale veranderingen door de Duits-Deense Oorlog.

De Vrede van Wenen was een op 30 oktober 1864 in Wenen ondertekend vredesverdrag tussen Pruisen, Oostenrijk en Denemarken. Het maakte een einde aan de Tweede Duits-Deense Oorlog. Het verdrag werd op 12 november door Denemarken en op 14 november 1864 door Pruisen en Oostenrijk geratificeerd. De uitwisseling van de ratificeringsoorkonden volgde op 16 november 1864 in Wenen.

## Geschiedenis
Na de stormaanval op de Düppeler Schanzen  (Deens: Dybbøl skanser) en de bezetting van het eiland Als door de geallieerde Pruisische en Oostenrijkse troepen begonnen op verzoek van de Deense regering de eerste onderhandelingen over een staakt-het-vuren. Op 18 juli 1864 werd in Christiansfeld, de noordelijkste stad in het hertogdom Sleeswijk, een overeenkomst ondertekend, waarna de vijandigheden te land en ter zee vanaf 20 juli 's middags tot 30 juli 's avonds zouden worden gestaakt. De overeenkomst werd dan met vier dagen verlengd tot 3 augustus.
Reeds op 25 juli waren de gevolmachtigden van Oostenrijk, Pruisen en Denemarken – en wel voor Oostenrijk de graaf von Rechberg en de baron von Brenner, voor Pruisen Otto von Bismarck en Freiherr von Werther, voor Denemarken George Quaade en kolonel Heinrich Kaufmann – eveneens in Wenen voor een vredesconferentie bijeengekomen en waren het op 1 augustus over de vredesbepalingen eens geworden.
Deze bestonden uit vijf paragrafen. Daarin moest Denemarken de drie hertogdommen Sleeswijk, Holstein en Lauenburg aan Oostenrijk en Pruisen afstaan. Ze regelden financiële schadeloosstellingen en het nieuwe grensverloop. In de laatste paragraaf werd vastgelegd, dat de gevolmachtigden meteen onderhandelingen over een definitief vredesverdrag moesten beginnen. De afgestane gebieden werden door Pruisen en Oostenrijk in opdracht van de Duitse Bond als een condominium bestuurd.
Dit definitieve vredesverdrag werd dan op 30 oktober 1864 ondertekend. Het verdrag bestond uit 24 artikelen en bevestigde de vredesbepalingen van 25 juli inhoudelijk volledig. Na de Duitse Oorlog in 1866 vielen de drie hertogdommen in 1867 aan Pruisen toe. Een definitief vredesverdrag werd door Pruisen ondanks meervoudige verzoeken van Denemarken niet afgesloten.

## Uittreksel uit de Vrede van Wenen (30 oktober 1864)
Artikel 1: „Es soll in Zukunft und für beständig Friede und Freundschaft zwischen ihren Majestäten dem Kaiser von Österreich und dem Könige von Preussen einerseits und dem Könige von Dänemark andererseits, sowie zwischen deren Erben und Nachfolgern und deren gegenseitigen Staaten und Unterthanen herrschen.“
Artikel 3: „Seine Majestät der König von Dänemark verzichtet auf alle Seine Rechte auf die Herzogthümer Schleswig, Holstein und Lauenburg zu Gunsten Ihrer Majestäten des Kaisers von Österreich und des Königs von Preußen, und verpflichtet Sich, die Verfügungen, welche Ihre genannten Majestäten hinsichtlich dieser Herzogthümer treffen werden, anzuerkennen.“
Artikel 24: „Gegenwärtiger Vertrag wird ratificirt werden, und die Ratificationen sollen in Wien binnen drei Wochen oder, wenn möglich, früher ausgewechselt werden.“
„Urkund dessen haben die betreffenden Bevöllmächtigten ihn unterzeichnet und mit dem Insiegel ihrer Wappen versehn.“
„So geschehen in Wien am 30. Tage des Monats October des Jahres des Heils 1864.“